# Astacilla laevis
Astacilla laevis är en kräftdjursart som beskrevs av José Castelló och Gary C.B. Poore 1998. Astacilla laevis ingår i släktet Astacilla och familjen Arcturidae. Inga underarter finns listade i Catalogue of Life.